# Eremopterix australis
Eremopterix australis é uma espécie de ave da família Alaudidae.
Pode ser encontrada nos seguintes países: Botswana, Namíbia e África do Sul.
Os seus habitats naturais são: matagal árido tropical ou subtropical e campos de gramíneas subtropicais ou tropicais secos de baixa altitude.